# HB Køge
A HB Køge, teljes nevén Herfølge Boldklub Køge egy dán labdarúgócsapat. Székhelyük Sjællandban van, jelenleg az első osztályban szerepelnek.

## Története
A klubot 2009. július 1-jén alapították két klub, a Herfølge Boldklub és a Køge BK egyesülésével. Úgy döntöttek, az első osztályban indulnak.

## Jelenlegi keret
2009. június 16. szerint.

## Külső hivatkozások
- Hivatalos honlap